# Alfred Mauritz Selling
Alfred Mauritz Vilhelm Selling, född den 21 mars 1847 i Stockholm, död den 27 januari 1932 i Karlshamn, var en svensk läkare.
Selling blev student vid Uppsala universitet 1865. Han avlade medicine kandidatexamen 1873 och medicine licentiatexamen vid Karolinska institutet i Stockholm 1880. Selling promoverades till medicine doktor 1887. Han var distriktsläkare i Delsbo distrikt, Gävleborgs län, 1880–1882, stadsläkare i Ulricehamn 1882–1883, provinsialläkare i Söderåkra distrikt, Kalmar län, 1883–1888, i Karlskrona distrikt 1888–1889 och i Jämshögs distrikt, Blekinge län, 1889–1907. Selling var verksam som medicinsk författare. Han utförde den första svenska översättningen av Charles Darwins On the Origin of Species by Means of Natural Selection ("Om arternas uppkomst genom naturligt urval eller de bäst utrustade rasernas bestånd i kampen för tillvaron", 1870–1871). Selling blev riddare av Nordstjärneorden 1905.